# Dolega
Dolega est un corregimiento situé dans le district de Dolega, province de Chiriquí, au Panama. À Dolega ont lieu plusieurs carnavals de la province de Chiriqui, en deux endroits : sur la place et dans le Caño, ce dernier aquatique. En outre, la journée du drapeau est célébrée le 4 novembre.

## Démographie
En 2010, la localité comptait 4 074 habitants.

## Géographie
Dolega est situé dans la région occidentale de la province de Chiriquí, à 8º 33' 35 de latitude nord et 82º 25' 12 de latitude ouest, s'étendant sur une plaine fertile, entre les ríos (rivières) Cochea et Majagua.